# Santiago Magill
Santiago Magill né le 17 janvier 1977 à Lima, est un acteur de cinéma péruvien. Il joue le rôle de Joaquin dans le film No se lo digas a nadie en 1998. Il joue également dans des telenovelas et pour des séries télévisées.

## Filmographie sélective

### Cinéma
- 2005 : Corazón voyeur
- 2001 : I Love You Baby : Daniel
- 2000 : Avant la nuit (Before Night Falls) : Tomás Diego
- 2000 : Ciudad de M : M
- 1998 : No se lo digas a nadie : Joaquín Camino

### Télévision

#### Série télévisée
- 2004 : Eva del Edén
- 2003 : Amiga : Mariano
- 2002 : Vale todo : Santiago
- 2001 : Éxtasis
- 2000 : Pobre diabla (saison 1, épisode 1) : Christian Mejía Guzmán
- 1999 : Isabella : Augusto Calderon
- 1997 : Boulevard Torbellino
- 1997 : Torbellino : Herman
- 1996 : Obsesión : Domingo 'Mingo' Balarezo
- 1995 : Malicia